# Batalla de Cartagena (460)
La batalla de Cartagena va ser un enfrontament militar naval ocorregut el 13 de maig de l'any 460 (o 461) entre l'armada romana i la vàndala, en el context dels intents de l'emperador Majorià de reconquerir els territoris romans perduts. La trobada, que va tenir lloc davant de les costes de la Carthaginiensis, es va saldar amb una victòria vàndala.

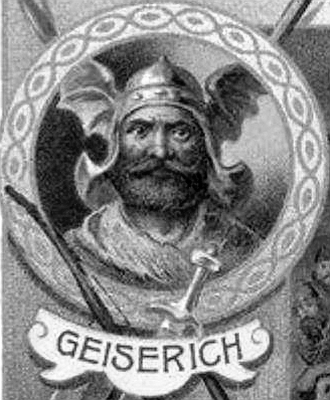
Genseric, rei mariner dels vàndals
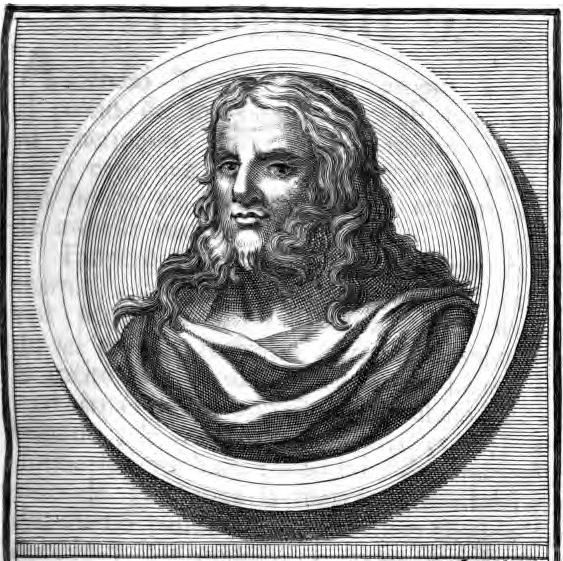
Aliat incert: Teodoric, rei dels visigots
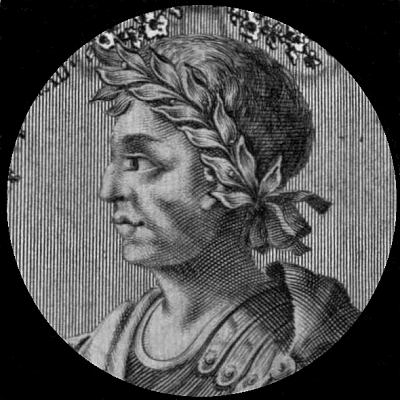
Traïdor i penjat: Ricimer, cap militar
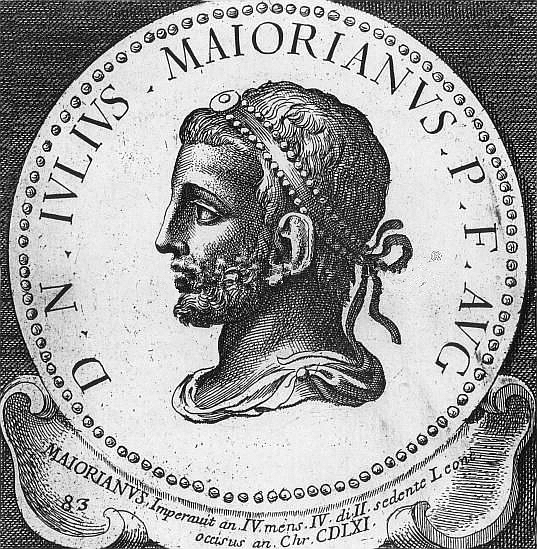
Majorià, emperador romà d'Occident

## Context
En 457, Majorià va accedir al tron de l'Imperi romà d'Occident, limitat territorialment, en aquell moment, a la península itàlica, Dalmàcia i algunes parts del nord de la Gàl·lia. Havent-se proposat restaurar les antigues fronteres de l'imperi, va envair el sud de la Gàl·lia en 458 i va derrotar els visigots de Teodoric II a la batalla d'Arelate (l'actual Arlés, a França). Després de vèncer els gots radicats a Hispània i Septimània i imposar-los la condició jurídica de poble federat, Majorià va començar a reunir una flota a Portus Ilicitanus (com es coneixia llavors l'actual Santa Pola), el port per Ilici (Elece, l'actual Elx), prop de Carthago Nova (Carthago Spartaria, actual Cartagena), amb la qual tenia la intenció d'envair el regne vàndal, al nord d'Àfrica.
| «                                                     | 460: Eo anno captae sunt naves a Vandalis ad Elecem juxta Carthaginem Spartariam. | » |
| — Marius Aventicensis:, Crònica del bisbe d'Aventicum |                                                                                   |   |

## La batalla
A la primavera de 460 (o 461), Majorià disposava de 300 vaixells ja construïts i n'esperava algunes més per a la tardor. Els vàndals van decidir copejar abans que l'armada romana es convertís en una força insuperable. El 13 de maig, una flota dels vàndals sota el comandament de Genseric va atacar als romans per sorpresa. Molts dels capitans romans havien estat subornats, per la qual cosa gairebé no hi va haver resposta. L'armada romana va ser totalment destruïda al costat de qualsevol esperança romana de reconquerir el nord d'Àfrica. Així va relatar Hidaci el que va passar:
| « | Mense Maio Majorianus Hispanias ingreditur imperator: quo Carthaginiensem provinciam pertendente, aliquantas naves quas sibi ad transitum adversum Wandalos praeparabat, de littore Carthaginiensi commoniti Wandali per proditores abripiunt. Majorianus ita sua ordinatione frustratus ad Italiam revertitur. | Al mes de maig, l'emperador Majorià va entrar a Hispània; quan passava per la província cartaginenca, alguns vaixells que preparava per a una travessia contra els vàndals, van ser presos de la costa cartaginenca per traïdors, advertits pels vàndals. Majorià, frustrat amb la seva organització, torna a Itàlia. | » |

## Cultura popular
El conflicte apareix llistat com una de les batalles històriques que permet lliurar el videojoc d'estratègia Total War: Attila (2015).